# Alfred Seiffarth
Alfred Seiffarth (* 7. Januar 1903 in Crimmitschau; † unbekannt) war ein deutscher Klempner, Installateur und Parlamentsabgeordneter der DDR-Blockpartei National-Demokratische Partei Deutschlands (NDPD).

## Leben
Seiffarth nahm nach dem Besuch der Volksschule eine Lehre zum Klempner auf und war seit 1933 als selbstständiger Klempner- und Installationsmeister tätig. Nach 1945 nahm er mehrere Funktionen im Handwerk und der NDPD wahr.

## Politik
Seiffarth trat 1950 der nach dem Zweiten Weltkrieg in der Sowjetischen Besatzungszone neugegründeten NDPD bei und wurde noch im gleichen Jahr als Stadtverordneter in den Rat der Stadt Crimmitschau gewählt. Ab 1952 vertrat er die NDPD im Bezirkstag von Chemnitz, ab 1953 Karl-Marx-Stadt. 1953 wurde er zugleich stellvertretender Vorsitzender der Bezirkshandwerkskammer in Karl-Marx-Stadt. Außerdem wurde er 1958 in den Bezirksausschuss Karl-Marx-Stadt der NDPD gewählt.
In den beiden Wahlperioden von 1954 bis 1958 und von 1958 bis 1963 war Seiffarth Mitglied der NDPD-Fraktion in der Volkskammer der DDR.